# Jüdischer Friedhof (Plaue)

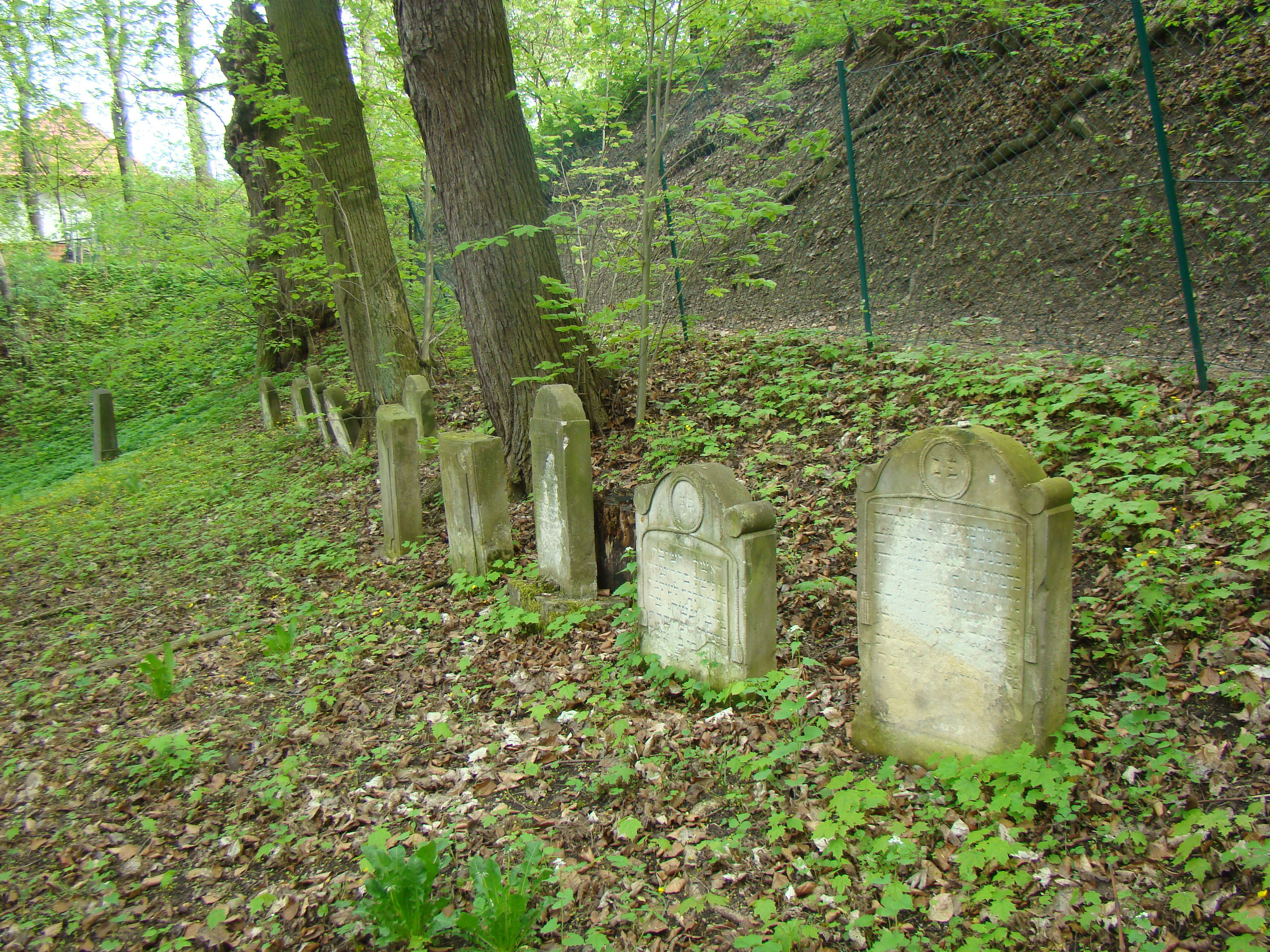
Jüdischer Friedhof in Plaue

Der Jüdische Friedhof in Plaue im Ilm-Kreis wurde 1826 auf einem Hanggrundstück zwischen der Ehrenburg und dem christlichen Ortsfriedhof angelegt. Der Friedhof war Begräbnisstätte für die Juden aus Plaue, außerdem wurden bis in die 1920er Jahre auch die in Arnstadt und Ilmenau verstorbenen Juden in Plaue beigesetzt. Die Zahl der Juden in den genannten Orten war stets gering, so dass auf dem Friedhof nur etwa 30 Bestattungen stattfanden. Heute sind noch rund 25 Grabsteine (Mazewot) aus dem 19. und frühen 20. Jahrhundert erhalten.